# Wolfgang Lauinger

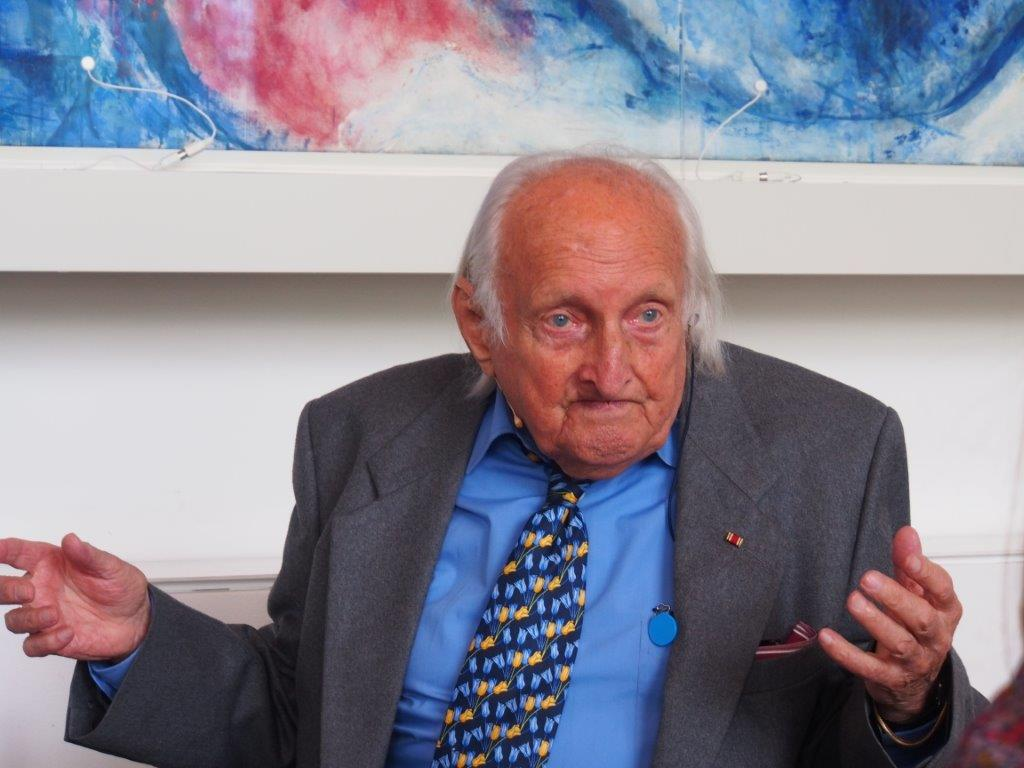
Wolfgang Lauinger während einer Veranstaltung im Chagallsaal der Oper Frankfurt, Mai 2015

Wolfgang Leopold Lauinger (* 5. September 1918 in Zürich; † 20. Dezember 2017 in Frankfurt am Main) war ein Zeitzeuge, der im Nationalsozialismus als Swingkid, Homosexueller und „Halbjude“ verfolgt wurde. Auch nach der Befreiung Deutschlands vom Nationalsozialismus war für ihn die Verfolgung nicht zu Ende: 1950 wurde er wegen eines vermuteten Verstoßes gegen den § 175 erneut inhaftiert. Seit den 1990er Jahren wurde er für sein gesellschaftliches Engagement mehrfach geehrt, unter anderem mit dem Bundesverdienstkreuz. Die Ablehnung eines Entschädigungsantrags für die 1950/51 erlittene Untersuchungshaft kurz vor Lauingers Tod 2017 wurde in Medien und Politik auf nationaler Ebene kritisiert.

## Leben und Wirken

### Herkunft und frühe Jahre
Wolfgang Lauinger wurde als zweiter Sohn des jüdischen Journalisten Artur Lauinger und dessen christlicher Ehefrau Mathilde im schweizerischen Zürich geboren. Die Familie lebte in Frankfurt am Main. Die Ehe der Eltern wurde 1924 geschieden. Die Söhne wuchsen beim Vater auf, der 1928 Emilie Moos heiratete.
Artur Lauinger war seit 1906 für die Frankfurter Zeitung als Wirtschaftsredakteur tätig. 1937 wurde er als Jude entlassen; er selbst vermutet in seinen Memoiren, er sei der letzte jüdische Journalist gewesen, der bis zu diesem Zeitpunkt „im Reich“ habe arbeiten können. Nach der Pogromnacht wurde er ins KZ Buchenwald verschleppt. Zwar wurde er nach vier Wochen freigelassen, jedoch mit einer Auflage zur Emigration ins Exil gezwungen. Sein ältester Sohn Herbert war bereits 1937 nach Argentinien emigriert, nachdem er als „Halbjude“ von der Deutschen Bank als Lehrling entlassen worden war.

### Zweiter Weltkrieg
Wolfgang Lauinger wurde im Januar 1940 zur Wehrmacht eingezogen, im Mai aber als „Halbjude“ wieder entlassen. In Frankfurt am Main schloss er sich dem „Harlem-Club“ an, einem lockeren Zusammenschluss von „Swingkids“. Mit ihren langen Haaren, ihrer ungewöhnlichen Bekleidung, den teilweise auf Englisch geführten Gesprächen und ihrer Liebe zum Swing hatten die jungen Leute der Frankfurter Swing-Szene bereits mehrfach die Aufmerksamkeit der Gestapo auf sich gezogen. Auch der „Harlem-Club“, der sich in der Öffentlichkeit traf, wurde beobachtet. Im Herbst 1941 wurde als erster aus der Gruppe der damals 16-jährige Franz Kremer verhaftet. Er wurde zwei Monate lang verhört und geschlagen: Er sollte gestehen, dass der „Halbjude“ Wolfgang Lauinger homosexuell sei, verriet den Freund aber nicht. Nach dem Tod seines Großvaters wurde Franz Kremer aus der Haft entlassen. Anfang Dezember 1941 wurden weitere Jugendliche aus dem „Harlem-Club“ zur Gestapo vorgeladen, darunter auch Wolfgang Lauinger. Gegen sie wurde wegen des Hörens von „Feindsendern“ und anglophiler Tendenzen ermittelt. Bis zu seinem Prozess im März 1942 saß Wolfgang Lauinger in Einzelhaft im Gefängnis in der Frankfurter Klapperfeldgasse und wurde immer wieder verhört. Da weder die Verhöre noch Hausdurchsuchungen zu einem „brauchbaren“ Ergebnis führten, wurde er schließlich wegen illegalen Glücksspiels und des Besitzes von einem Stück Leder zu drei Monaten Haft verurteilt. Rechnet man die Untersuchungshaft hinzu, saß er damals insgesamt sieben Monate im Gefängnis.
Nach seiner Freilassung im Juni 1942 tauchte Wolfgang Lauinger unter: Er wurde erneut von der Gestapo gesucht. Im August vertraute er sich seiner in Baden-Baden lebenden leiblichen Mutter an, deren Lebensgefährte ihm eine Arbeit in Pforzheim besorgte.

### Verfolgung in der frühen Bundesrepublik
Nach dem Ende des Zweiten Weltkriegs lebte Wolfgang Lauinger wieder in Frankfurt am Main. 1950 wurde er aufgrund der Aussage des Strichjungen Otto Blankenstein wegen des Verdachts auf Verstoß gegen den Paragrafen 175 erneut verhaftet (siehe auch Frankfurter Homosexuellenprozesse). Er saß für sechs Monate ohne Anklage in Einzelhaft. Aus der Haft heraus wandte er sich an seinen aus der Emigration zurückgekehrten Vater und den damaligen Bundespräsidenten Theodor Heuss: Beide versagten ihm ihre Hilfe. Im Februar 1951 kam es schließlich zum Prozess, in dem er freigesprochen wurde.

### Politisch-gesellschaftliches Engagement ab den 1970er Jahren
Wolfgang Lauinger gehörte in den 1970er-Jahren zu den Gründern der Jugendburg Balduinstein. Er führte zahlreiche Veranstaltungen insbesondere mit Jugendlichen durch, in denen er von seinen Erfahrungen berichtete. Bildung sah er als ein Mittel an, Demokratie zu fördern und zu bewahren. Er forderte vor allem die Rehabilitierung der nach dem Paragrafen 175 verurteilten Männer und eine gesamtgesellschaftliche Auseinandersetzung mit der Rolle von Nationalsozialisten und nationalsozialistischem Gedankengut insbesondere in der Justiz der frühen Bundesrepublik.

### Verweigerung der Entschädigung durch die Bundesrepublik 2017 und Tod
Anfang Dezember 2017 wurde bekannt, dass Lauingers Antrag auf Entschädigung für die mehrmonatige Haftzeit 1950/51, den dieser nach einem Anfang 2017 verabschiedeten Gesetz zur Entschädigung von 175er-Opfern gestellt hatte, mit Bescheid vom Oktober 2017 abgewiesen worden war, da Lauinger letztendlich freigesprochen worden war.
Bundesjustizminister Heiko Maas, der Initiator des Gesetzes, äußerte sich gegenüber dem Onlinemagazin Buzzfeed zum Fall Lauinger „betroffen, dass das Gesetz in diesem Fall nicht angewandt werden kann“ und kündigte an, sich mit Lauinger in Verbindung zu setzen. Dies geschah jedoch anscheinend nicht; ein Brief, den Lauinger im Oktober 2017 nach dem Erhalt des Ablehnungsbescheides gesendet hatte, blieb bis zu Lauingers Tod unbeantwortet.
Der Dokumentarfilm Das Ende des Schweigens über die Frankfurter Homosexuellenprozesse, der 2020 veröffentlicht wurde, enthält Szenen aus einem Interview, das mit Lauinger zwei Jahre vor seinem Tod geführt wurde. In den Spielszenen des Films wird Lauinger als junger Mann von Christoph Gérard Stein verkörpert.
Wolfgang Lauinger starb in der Nacht vom 19. auf den 20. Dezember 2017 im Schlaf. Der hessische Staatssekretär und Beauftragte für Integration und Antidiskriminierung, Kai Klose, bedauerte, dass es nicht gelungen sei, „Lauinger vor seinem Tod zu rehabilitieren und für seine Untersuchungshaft zu entschädigen“. Der Bundestagsabgeordnete der Grünen Sven Lehmann sagte gegenüber der Frankfurter Rundschau, er sei „sehr traurig und wütend“ darüber, dass Lauinger die Entschädigung „bis zu seinem Tod verwehrt“ worden sei.
Wolfgang Lauinger wurde auf dem Jüdischen Friedhof Balduinstein beigesetzt, sein Nachlass wird seit 2021 im Jüdischen Museum Frankfurt aufbewahrt.

## Auszeichnungen
Wolfgang Lauinger war Träger der Johanna-Kirchner-Medaille der Stadt Frankfurt am Main (seit 1993) und des Bundesverdienstkreuzes am Bande, das ihm am 28. November 2008 verliehen wurde. Seit dem Jahr 2005 war er Ehrenbürger seiner langjährigen Heimatgemeinde Balduinstein.